# Bessarabien

Wappen Bessarabiens als Russisches Gouvernement

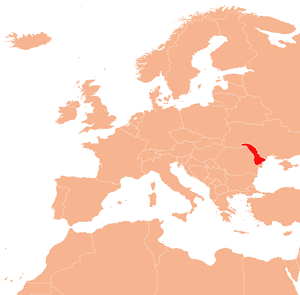
Bessarabien in Europa

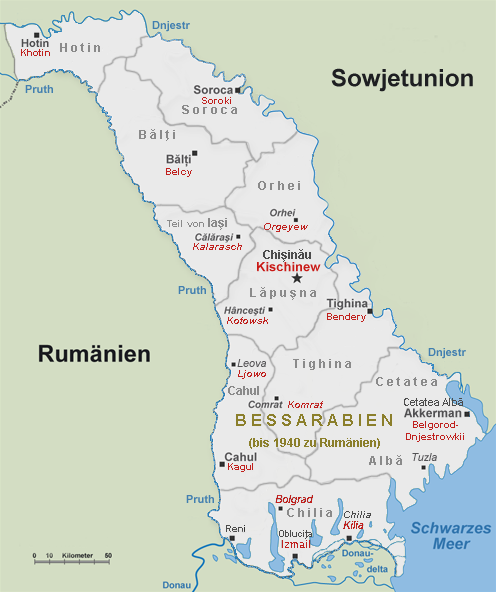
Bessarabien, 1940

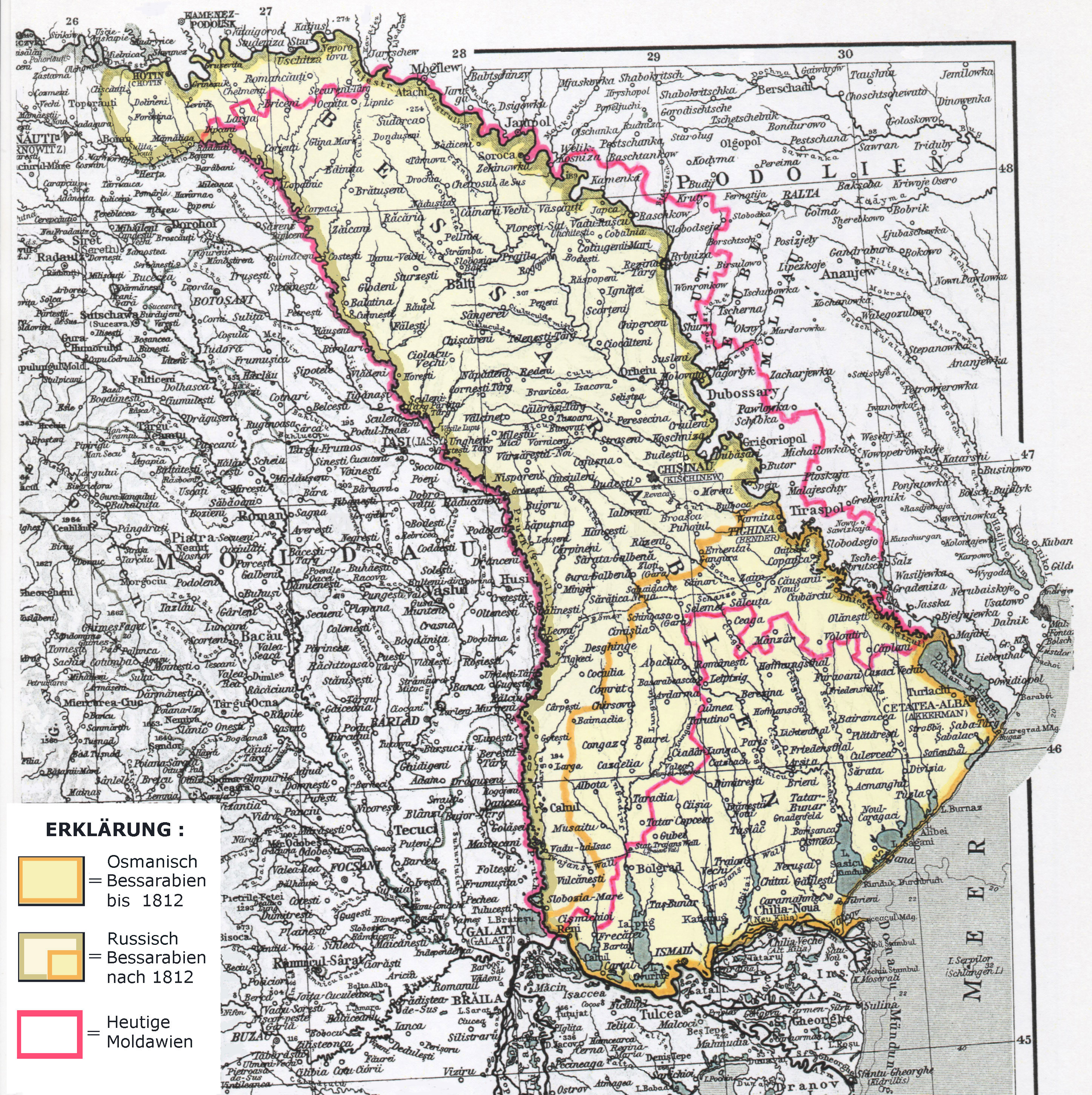
Historisches Bessarabien und heutige Republik Moldau (ein kleiner nördlicher Teil der historischen Region Bessarabien liegt in der Ukraine, ebenso wie ein südlicher Teil der Region bekannt als Budschak)

Bessarabien (IPA: [bɛsaˈʁaːbi̯ən], rumänisch Basarabia, ukrainisch Бессарабія, selten auch Басарабія, russisch Бессарабия) ist eine historische Landschaft, die geografisch zu Südost- und Osteuropa gehört und vom Schwarzen Meer im Süden sowie den Flüssen Pruth im Westen und Dnister/Dnjestr im Osten begrenzt wird. Das frühere Bessarabien deckt sich heute weitgehend mit dem westlich des Dnister liegenden Teil der Republik Moldau, nur der Süden (Budschak) sowie der äußerste Norden (um Chotyn) gehören zur Ukraine. Jahrhundertelang war das Land Pufferregion zwischen den Großmächten Österreich, Russland und dem Osmanischen Reich. 1812 trat das Fürstentum Moldau die Herrschaft an Russland ab. Danach war der mehrheitlich von Rumänen bewohnte Landstrich bis 1917 als Gouvernement Bessarabien Teil des Russischen Kaiserreichs. 1918 war Bessarabien kurzzeitig unabhängig. In der Zwischenkriegszeit war es östliche Provinz Rumäniens, nach dem Zweiten Weltkrieg wurde es der Sowjetunion angeschlossen.

## Name
Die Bezeichnung „Bessarabien“ (rumänisch Basarabia, gagausisch Basarabiya) leitet sich vom walachischen Fürstengeschlecht Basarab ab, das dort im 13. und 14. Jahrhundert herrschte. Ursprünglich galt nur das südliche Drittel des Landes als Terra Bassarabum (lat.). Mit der russischen Übernahme von 1812 dehnte Russland die Bezeichnung „Bessarabien“ auf das gesamte Gebiet zwischen den Flüssen Pruth und Dnister/Dnjestr aus.

## Wappen

Wappen Bessarabiens

Das Wappen Bessarabiens ist der Auerochse, der oben von einem fünfzackigen Stern, links (heraldisch: rechts) von einer Rose und rechts (heraldisch: links) von einem Halbmond umgeben ist. Die Wappendarstellung (Zeichnung links) entstammt einem Dokument, in dem die nationale Vollversammlung Bessarabiens (Sfatul Țării) am 9. April 1918 den Anschluss des Gebietes an Rumänien für ewige Zeiten erklärte.
Der Auerochse ist das Symbol des Fürstentums Moldau, zu dem Bessarabien bis zu seiner Abtrennung 1812 gehörte.

## Land und Landwirtschaft

### Geografie

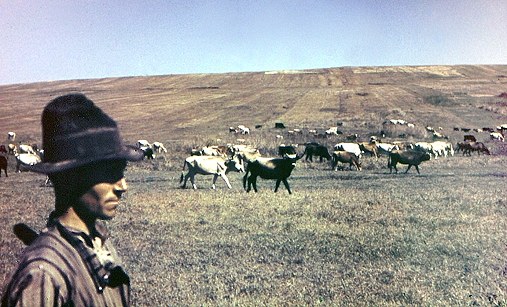
Rinderherde mit Hirte in der Steppe des Budschak, 1940

Bessarabien ist ein Landstrich am Schwarzen Meer zwischen den Flüssen Pruth im Westen und Dnister im Osten und im Übergang von den Karpaten zur osteuropäischen Steppe. Die Fläche betrug bei einer Ausdehnung von ca. 450 km × 100 km rund 45.000 km². Das südliche Drittel (Budschak), sowie der nordwestliche Zipfel um die Stadt Chotyn gehören heute zur Ukraine (im Osten der Oblast Tscherniwzi). Der Rest der nördlichen zwei Drittel und der zentrale Teil sind heute Teil der Republik Moldau und machen den Hauptteil des Staatsgebietes aus.
Bessarabien lässt sich landschaftlich in drei Zonen unterteilen. Nordbessarabien ist als Karpatenausläufer eine leicht bewaldete Hochebene von etwa 400 m über dem Meeresspiegel. Dieser Landesteil ist mit Eichen- und Buchenwäldern bedeckt und von tiefen Schluchten durchschnitten. Mittelbessarabien ist ebenfalls von Wäldern bedeckt (wovon es auch den Namen Codrii, also „Wälder“ trägt) und geht ab Tighina allmählich in das steppenähnliche Gebiet des Budschak in Südbessarabien über, ein flachwelliges Hügelland mit einer baumfreien Landschaft etwa 100 m über dem Meeresspiegel. Unter mannshohem Steppengras liegt fruchtbarer Schwarzerdeboden. Alle Flüsse fließen bei geringem Gefälle in südöstliche Richtung und münden ins Schwarze Meer. Im Sommer fallen die kleinen Steppenflüsse fast trocken.

### Klima
Das Klima des Gebietes ist kontinental mit trockenheißen Sommern und kalten Wintern. Im Süden herrscht ein trockenes Steppenklima mit geringen durchschnittlichen Niederschlagsmengen (300 mm), was in regenarmen Jahren ohne künstliche Bewässerung zu Missernten in der Landwirtschaft führt. Gleichzeitig kann es bei Wolkenbrüchen zu schwerwiegenden Überschwemmungen kommen, wenn die kleinen Flüsse überlaufen. Im waldreicheren Norden sind 600 mm jährlicher Niederschlag üblich.

### Landwirtschaft

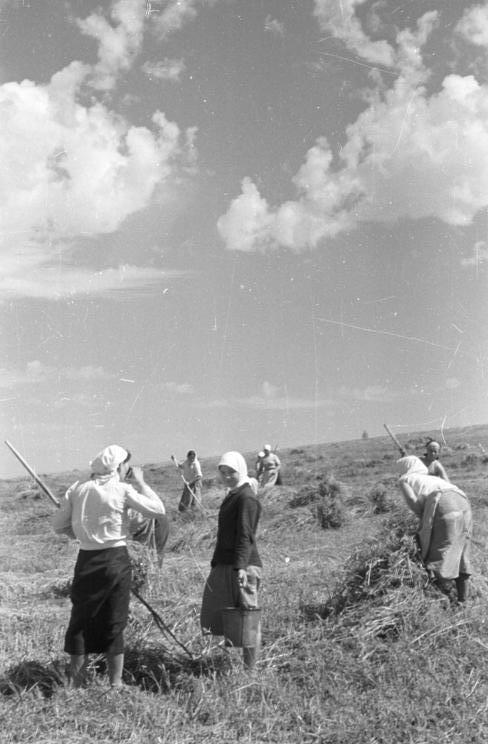
Bäuerinnen bei der Ernte, 1941

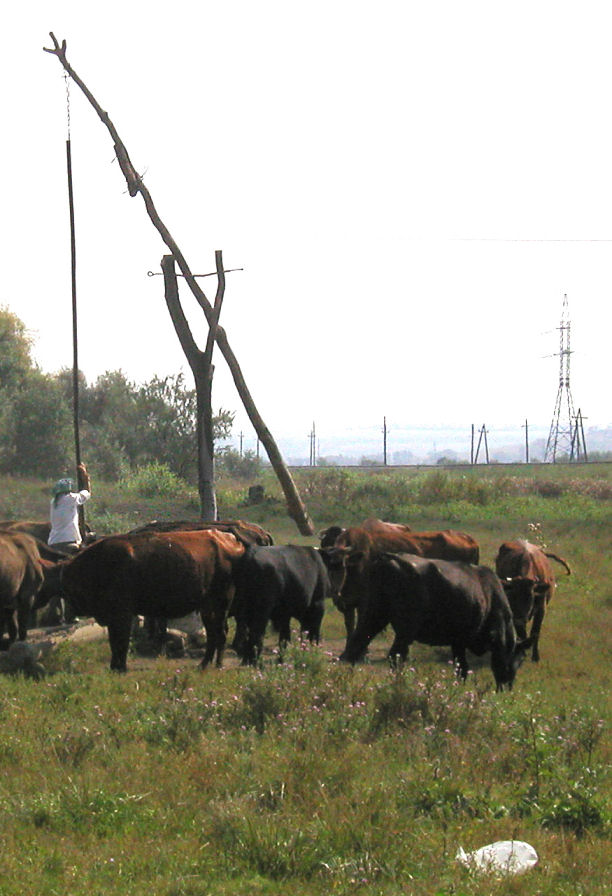
Viehtränke an einem Steppenbrunnen, 2005

Bessarabiens Reichtum war die humusreiche, fruchtbare Schwarzerde mit einer Mächtigkeit von bis zu 1,5 m, die einen ertragreichen Anbau von Wein, Weizen, Hirse, Mais und Obst ermöglichte. Als reines Agrarland exportierte Bessarabien vor allem Wein, Früchte (Melonen und Kürbisse), Gemüse, Tabak, Getreide und Wolle, die aus der weit verbreiteten Schafzucht stammte, vor allem des feinwolligen Karakulschafes (das Lammfell ist als „Bessaraber“ im Rauchwarenhandel bekannt). Auch heute noch sind die landwirtschaftlichen Produkte von hoher Bedeutung. Diese machen z. B. für Moldau im Jahr 2000 etwa 40 % des Bruttoinlandsproduktes und zwei Drittel aller Exporte aus.
Die Exportprodukte transportierten die Landwirte zum Schwarzmeerhafen Odessa (Ukraine). Nach dem Anschluss an Rumänien (1918) ging jedoch der Absatz über das dann sowjetische Odessa verloren und auch der Verkauf in die Sowjetunion litt stark. Ein kleiner Ausgleich dafür war in den 1930er Jahren der Absatz von Ölfrüchten und Sojabohnen zu festen Preisen ins Deutsche Reich. Bei der Nutztierhaltung waren Rinder weiter verbreitet als Pferde. Die moldauischen Landwirte setzten beim Bestellen ihrer Ackerflächen vor allem Ochsen als Zugtiere ein, die bessarabiendeutschen Bauern aber nur Pferde.
Eine gewerbliche, industrielle Produktion gab es infolge der Armut an Energiequellen nur für den lokalen Bedarf, wobei es sich hauptsächlich um landwirtschaftliches Gerät handelte. Bodenschätze des Landes waren Salpeter und Marmor. Eine Gewinnung von Meersalz gab es in lagunenartigen Limanen des Schwarzen Meeres.

## Verkehr
Vom 13. bis zum 14. Jahrhundert wetteiferten die Republik Genua und die Republik Venedig um die Vormacht im Handel am Schwarzen Meer. Ein wesentliches Ziel war der Import von Nahrungsmitteln von dort nach Oberitalien, aber die Route durchs Schwarze Meer war bis zur Eroberung der Krim durch das Osmanische Reich im Jahr 1475 auch der westliche Abschnitt der Seidenstraße. Es entstanden Handelsposten an der Schwarzmeerküste, wie die Festung in Bilhorod-Dnistrowskyj mit dem Namen Mauro Castro, und an den Strömen. So unterhielten die Genuesen einen unbefestigten Handelsposten tief im Landesinneren in Tighina (Bender) am Dnister. Auch in den späteren Jahrhunderten, als Bender zum Fürstentum Moldau gehörte, behielt die Stadt ihre Rolle für den Schwarzmeerhandel.
Das Straßennetz im Land war stets unterentwickelt und behinderte die wirtschaftliche Entwicklung. 1930 gab es 800 Kilometer befestigte Straßen und 7000 km Naturwege, die nur bei trockenem Wetter befahrbar waren. Die erste Eisenbahnverbindung verband 1871 die Landeshauptstadt Kischinjow mit dem russischen Reich. Als Bessarabien 1918 von Russland nach Rumänien wechselte, wurde das 1300 km lange Gesamteisenbahnnetz von der russischen Breitspur auf die mitteleuropäische Normalspur umgestellt. Dieser Schritt wurde mit der Eingliederung in die Sowjetunion rückgängig gemacht. Der Schiffsverkehr lag größtenteils darnieder, obwohl das Land von den Gewässern Pruth, Dnister und Donau umgeben war sowie Anteil am Schwarzen Meer hatte. Den auf 200 km schiffbaren Pruth befuhren 1920 26 Frachtkähne. Der Schiffsverkehr auf dem 700 km schiffbaren Dnister war nach 1918 wegen der Grenzlage zwischen Rumänien und der Sowjetunion lahmgelegt.

## Siedlungen und Städte

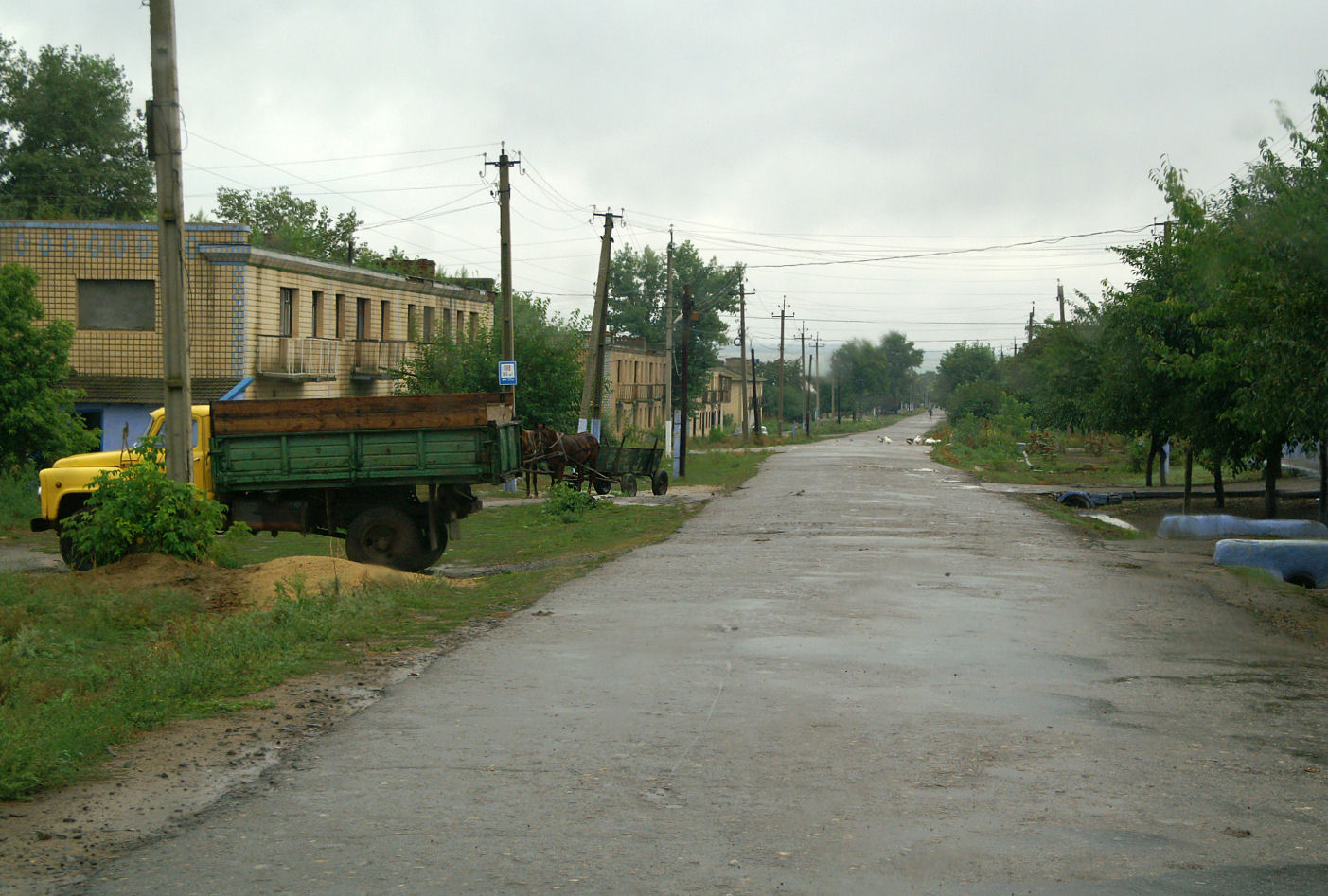
Typisches Straßenbild in einer dörflichen Siedlung, hier Wessela Dolyna

Außer der bessarabischen Hauptstadt Kischinau, russisch Kischinjow, rumänisch Chișinău, gab es keine bedeutenden Städte. Kischinjow am Rande des russischen Imperiums genoss jedoch in den ersten Jahrzehnten nach der Eroberung durch Russland keinen guten Ruf im Kaiserreich, sondern galt als Strafversetzungslager für Unzufriedene und Aufmüpfige. Der junge russische Nationaldichter Alexander Puschkin war von 1820 bis 1823 als Übersetzer nach Kischinjow verbannt worden und schrieb über die Stadt:

„Oh Kischinjow, oh dunkle Stadt!

Verfluchte Stadt Kischinjow, die Zunge wird nicht müde, dich zu beschimpfen.“

Ab 1834 entstand in Kischinjow durch einen großzügigen Stadtentwicklungsplan ein imperiales Stadtbild mit breiten und langen Straßen. Dennoch war Bessarabien ein Agrargebiet mit einer mehrheitlich auf dem Lande lebenden Bevölkerung. Die größeren Orte wiesen als Marktgemeinden nur halbstädtischen Charakter auf. Die Kolonistendörfer (siehe Foto oben) waren jeweils als Straßendorf angelegt und mehrere Kilometer lang. Im Gefolge jahrhundertelanger osmanischer Herrschaft gelangte der Typ der orientalischen Basarstadt ins Land. Viele Orte hatten deshalb großangelegte Marktflächen. Einige Ortsnamen im Süden deuten auf die frühere osmanische Herrschaft und tatarische Besiedlung hin, z. B. Akkerman (türk. für weiße Festung), Bender (türk. für das Tor, heute Tighina), Tatarbunar, Ismail, Tuzla, Kubey, Manuk-Bey.
Orte mit städtischem Charakter waren 1937 (mit Einwohnerzahl):
- Chișinău (russ. Kischinjow, dt. Kischinau) 117.000, heute die Hauptstadt Moldaus
- Cetatea Albă (Akkerman) 55.000, heute Bilhorod-Dnistrowskyj in der Ukraine
- Tighina (Bender) 50.000, heute in Moldau, aber von Transnistrien verwaltet
- Ismail 45.000, heute Ismajil in der Ukraine
- Bălți (dt. Belz), 40.000, heute in Moldau
- Hotin 35.000, heute Chotyn in der Ukraine
- Soroca 35.000, heute in Moldau

Die übrigen größeren Orte wie Orhei, Chilia, Comrat, Tuzla, Cahul, Leova, Bolgrad und Vâlcov waren nur Marktflecken mit bis zu 15.000 Einwohnern.

## Bevölkerung

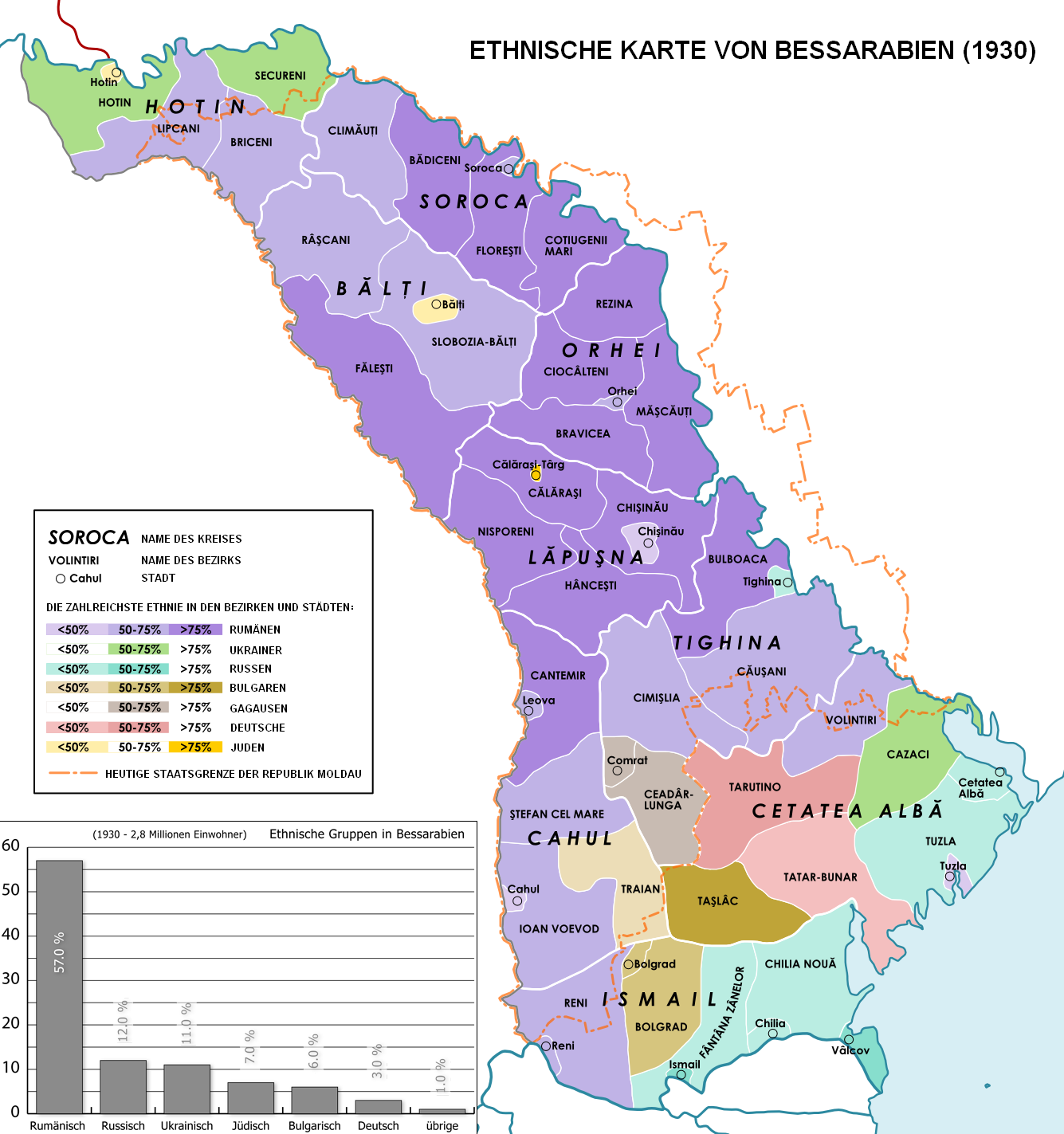
Ethnische Gruppen in Bessarabien, 1930

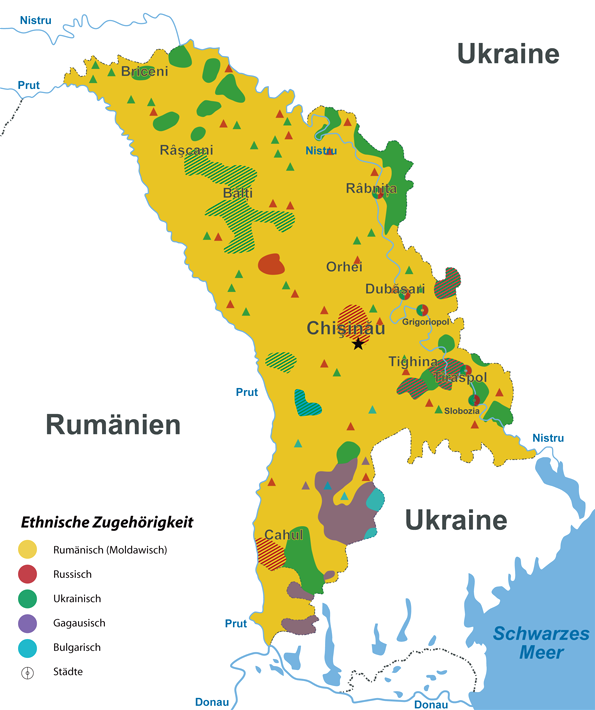
Ethnische Gruppen in Moldau auf dem Gebiet des früheren Bessarabiens, Mai 1995

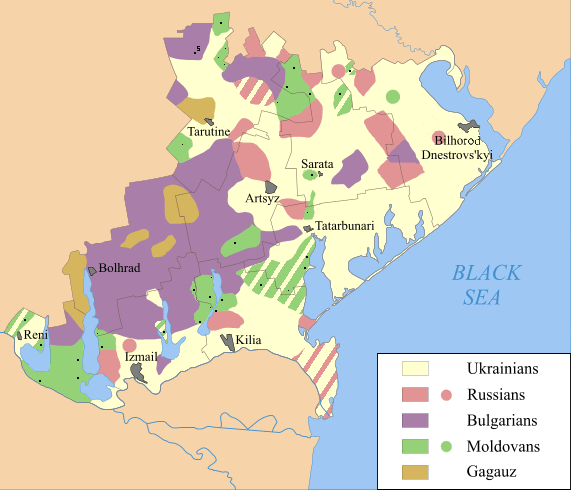
Ethnische Gruppen im Budschak auf dem Gebiet des früheren Bessarabiens, 1989–2001

### Volkszählungen
Wie von der Obrigkeit anfangs vorgegeben, bewohnten die Volksgruppen im 19. Jahrhundert zunächst jeweils eigene Dörfer. Unter den deutschen Kolonisten gab es ursprünglich sogar eine Trennung in evangelisch-lutherische und katholische Siedlungen. Im 20. Jahrhundert bestand die reine ethnische oder sprachliche Einheit in den Dörfern nicht mehr. Die meisten Dörfer waren noch immer mehrheitlich von einer einzelnen Volksgruppe bewohnt, in den größeren Städten lebte allerdings nun eine gemischte, multikulturelle Bevölkerung. Zwischen den verschiedenen Ethnien etablierte sich ein friedliches Nachbarschaftsverhältnis, wobei jedoch Mischehen aufgrund der unterschiedlichen Sprach- und Religionszugehörigkeiten eher selten waren.
| Jahr | Gesamtbevölkerung | Moldauer / Rumänen | Ukrainer | Russen  | Gagausen | Bulgaren | Juden  | Deutsche | Andere |
| ---- | ----------------- | ------------------ | -------- | ------- | -------- | -------- | ------ | -------- | ------ |
| 1897 | 1,94 Mio.         | 47,6 % ¹           | 19,6 %   | 8,1 %   | 2,9 % ²  | 5,3 %    | 11,8 % | 3,1 %    | 1,6 %  |
| 1930 | 2,86 Mio.         | 56,23 %            | 10,97 %  | 12,28 % | 3,43 %   | 5,7 %    | 7,15 % | 2,83 %   | 1,39 % |

Anmerkungen:
¹ Die Ergebnisse des Zensus von 1897 wurden wiederholt angezweifelt. Mehrere Historiker sind der Meinung, dass der Anteil der Moldauer bzw. Rumänen höher war und über 50 % betrug. Als sicher gilt, dass eine rumänische Mehrheit mindestens bis Mitte des 19. Jahrhunderts existierte.

² Gagausen hatten bei der Volkszählung 1897 nur die Möglichkeit, Türkisch als Muttersprache anzugeben. 2,9 % (knapp 56.000 Menschen) gaben Türkisch als Muttersprache an, ein signifikanter Teil der Gagausen gab aber Bulgarisch als Muttersprache an, so dass diese Zahl nicht unbedingt der tatsächlichen Zahl der Gagausen entsprach.

### Jüdische Bevölkerung
Katharina die Große hatte 1791 fast alle russischen Juden gezwungen, in westliche Provinzen umzusiedeln, und so das „Schtetl“ geschaffen. Ihre Politik wurde von den späteren Zaren im Wesentlichen fortgesetzt, wodurch Bessarabien nach der russischen Übernahme von 1812 Bestandteil des Ansiedlungsrayons wurde. Allerdings galt bis 1835 ein Autonomiestatus, so dass dort die normalen russischen gesetzlichen Diskriminierungen nicht gültig waren (wie das Verbot von Landkauf). Eine weitere Gruppe von Zuzüglern waren Juden aus Deutschland und Polen, die genauso wie die Juden aus anderen Gebieten meist Jiddisch sprachen. Infolgedessen gab es in den größeren Orten bald einen Anteil von nahezu 40 % jüdischer Bevölkerung.
In den folgenden Jahrzehnten wurden die gesetzlichen Begünstigungen nach und nach geringer. Dennoch gab es bis zur vollständigen Abschaffung der Diskriminierung nach der Oktoberrevolution von 1917 einige Vorteile, die auf die günstige Lage am Rande des russischen Reichs zurückzuführen sind.
Nach der Ermordung des reformorientierten Zaren Alexander II. im Jahre 1881 führte Zar Alexander III. mit den Maigesetzen die alten Beschränkungen wieder ein. Bis auf Bessarabien, wo die Mehrheitsbevölkerung eine Minderheit in Russland war, gab es nun im gesamten russischen Süden Judenpogrome, was zu einer vermehrten Auswanderung von Juden führte. Beim Pogrom von Kischinjow am 6. April 1903, das vom Herausgeber der einzigen Zeitung Bessarabez (Бессарабецъ) bewusst geschürt worden war und Anzeichen einer organisierten Tat aufwies, starben 47 Menschen. Die Reaktion auf eine Dokumentation dieses Vorfalls in der Weltpresse war heftig, selbst innerhalb Russlands. So wurde dem Zaren im Juli 1905 eine US-amerikanische Petition übergeben, die allerdings keine Wirkung auf seine Politik hatte. Unter dem Eindruck des Ereignisses schrieb Chaim Nachman Bialik mehrere Gedichte, darunter das 1904 entstandene berühmte Gedicht Be-Ir ha-Haregah („In der Stadt des Schlachtens“). Im Jahre 1905 gab es ein weiteres Pogrom mit 19 Toten. Während des Zweiten Weltkrieges wurden unter deutsch-rumänischer Besatzung zuerst Massaker unter der jüdischen Bevölkerung verübt; später die Überlebenden in Todesmärschen in das rumänisch okkupierte Transnistrien deportiert und mehrheitlich ermordet.

### Bulgarische Bevölkerung
Einzelne bulgarische Familien kamen schon Ende des 18. Jahrhunderts als Emigranten nach Südbessarabien, in den Budschak, um Schutz vor den Übergriffen des Paschas Osman Pazvantoğlu zu finden. Größere Gruppen wanderten nach der russischen Übernahme von 1812 ein und ließen sich im Westen bei der Stadt Bolgrad und auf den von den Tataren verlassenen Gebieten im Süden nieder. 1819 erhielten die 24.000 im Land lebenden Bulgaren eine Selbstverwaltung und den Kolonistenstatus. Eine größere Flüchtlingswelle ließ sich im Zuge des Russisch-Türkischen Krieges (1828–1829) in Bessarabien nieder, als ganze Landstriche Thrakiens, westlich und südlich der heutigen Stadt Burgas, entvölkert wurden und die Bevölkerung mit den russischen Truppen vor den anrückenden Osmanen flüchtete.
Die an der südwestlichen Grenze Bessarabiens angrenzende Dobrudscha war zwischen Bulgarien und Rumänien umstritten, da sowohl Bulgaren als auch Rumänen dort lebten, und Rumänien einen Zugang zum Schwarzen Meer wollte. Die bessarabischen Bulgaren waren von diesem Konflikt, aber auch von der Unabhängigkeitsbewegung Bulgariens von den Osmanen, seit dem Bulgarischen Aprilaufstand 1876, erfasst. Während des Aufstandes kaperte Christo Botew, ein in Bessarabien lebender Bulgare, ein Dampfschiff auf der Donau und griff mit 200 anderen Exil-Bulgaren in die Kämpfe gegen die Osmanen ein. Des Weiteren erklärte im April 1877 Zar Alexander II. dem Osmanischen Reich den Krieg mit dem Ziel, „die Bulgaren und andere Balkanvölker zu befreien“, was letztendlich die Unabhängigkeit Rumäniens zur Folge hatte.

### Deutsche Bevölkerung

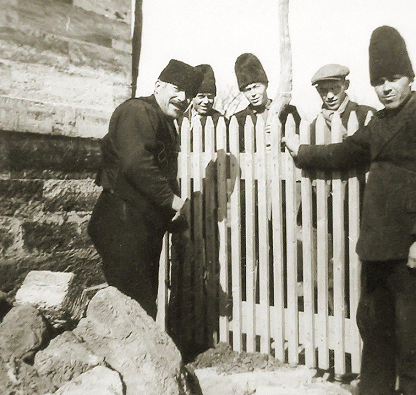
Bessarabiendeutsche Männer mit typischen Pelzmützen (Karakulmütze), etwa 1935

Deutsche Auswanderer, die der Zar 1813 als Kolonisten ins Land rief, lebten in Bessarabien zwischen 1814 und 1940. Sie lebten als selbstständige Landwirte auf eigener Scholle. In 125-jähriger Siedlungszeit hatten sie die ursprüngliche Zahl von 24 Mutterkolonien auf über 150 bessarabiendeutsche Siedlungen erweitert. Die Zahl von etwa 9.000 eingewanderten Personen hatte sich auf 93.000 Personen mehr als verzehnfacht. Die anfänglich gewährten Privilegien, darunter die Selbstverwaltung durch das Fürsorgekomitee mit Sitz in Odessa, wurden um 1870 mit der Aufhebung des Kolonistenstatus zurückgenommen. Vor allem wegen der Einführung des Militärdienstes wanderten in der Folge viele Kolonisten nach Nord- und Südamerika (mit Schwerpunkten in Nord- und Süd-Dakota, Kanada, Argentinien, Brasilien) aus.
Nach der sowjetischen Besetzung Bessarabiens als Folge des Hitler-Stalin-Paktes im Juni 1940 wurden unter der Devise Heim ins Reich fast alle dort lebenden „Volksdeutschen“ durch die Heinrich Himmler unterstellte „Volksdeutsche Mittelstelle“ in das Deutsche Reich umgesiedelt. 
Im September 1940 wurde mit der Sowjetunion dazu ein spezieller Umsiedlungsvertrag geschlossen. Nach einem bis zu zweijährigen Aufenthalt in Lagern erhielten die Umsiedler ab 1941/42 Bauernhöfe im besetzten Polen, deren polnische Besitzer von deutschem Militär vertrieben wurden. Als 1944 die Rote Armee anrückte, flohen die Bessarabiendeutschen nach Westen. Unter den bessarabiendeutschen Umsiedlern waren auch die Eltern des späteren deutschen Bundespräsidenten Horst Köhler.

### Gagausische Bevölkerung
Heute leben im südlichen Moldau auf dem Boden des früheren Bessarabien etwa 175.000 christlich-orthodoxe Gagausen in der autonomen Republik Gagausien mit der Hauptstadt Comrat.
Die Vorfahren der Gagausen waren wahrscheinlich Kumanen, der westliche Teil der Kyptschaken, die im Osten der Balkanhalbinsel lebten. Im 13. Jahrhundert wurden diese vorübergehend katholisch (siehe auch: Codex Cumanicus). Kurz danach gingen die Kumanen nördlich der Donau in den Rumänen auf. Zwischen 1812 und 1845 wanderten gagausische Nomaden aus der Dobrudscha und dem heutigen Osten Bulgariens in den Budschak, in Ortschaften wie Avdarma, Comrat, Congaz, Tomai und Cismichioi und teilweise weiter auf die Krim. Im Jahr 1906 gründeten die Gagausen eine eigene Republik, die allerdings nur wenige Tage Bestand hatte.

## Kulturdenkmäler
In Bessarabien finden sich einige bedeutende Kulturdenkmäler, obwohl das Land über Jahrhunderte Durchzugsgebiet vieler Völkerschaften war und infolge kleinbäuerlicher Landwirtschaft kaum wirtschaftliche Ressourcen besaß.

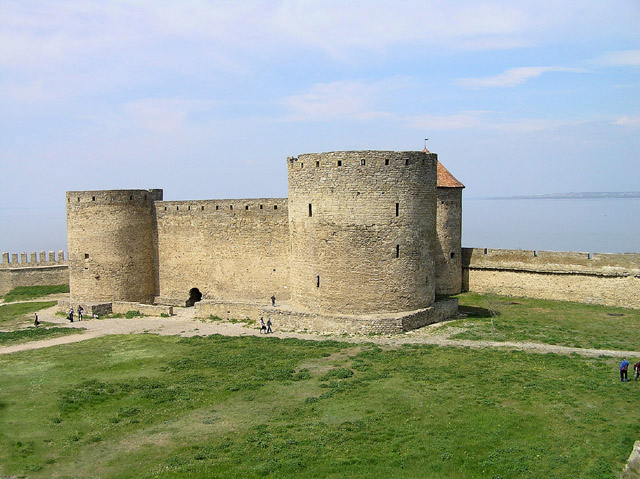
Festung Akkerman

Bauhistorisch bedeutend ist die an der Dnister-Mündung zum Schwarzen Meer gelegene mittelalterliche Festung in Akkerman (türk. für weiße Stadt), heute Bilhorod-Dnistrowskyj in der Ukraine, in rumänischer Zeit Cetatea Alba (rumän. für weiße Burg). Weitere Befestigungen errichteten die Fürsten der Moldau gegen Tatareneinfälle am Dnister in Chotyn, Soroca, Orhei und Tighina sowie gegen die Türken in Kilija an der Donau.
Archäologisch erwähnenswert sind die in Südbessarabien vorkommenden Kurgane. In den bis zu 30 m hoch aufgeschütteten Grabhügeln bestatteten die Träger der Kurgankultur, deren ethnische Zuordnung umstritten ist, ihre Anführer zusammen mit einigen reich geschmückten Pferden. Von den beiden 120 km langen und den Römern zugeschriebenen Trajanswällen (Unterer und Oberer) sind noch heute stellenweise fünf Meter hohe Wälle vorhanden. Bedeutende Höhlenkirchen und -klöster entstanden zwischen dem 12. und 17. Jahrhundert und sind an den Ufern der Flüsse Dnister und Răut in Fels gehauen. In einem etwa 100 m hohen Fels in Țipova (Rajon Rezina) sind 19 Höhlen miteinander verbunden und bilden ein Ensemble aus Eremitenzellen, Glockenturm und einer Kirche. In Saharna (Rajon Rezina) finden sich auf einem Felsen Bebauungsspuren, die bis ins 2. Jahrhundert v. Chr. reichen. Weitere historische Bauten sind Ruinen in Orheiul Vechi (Rajon Orhei) aus der tatarischen Zeit im 14. Jahrhundert, die mit der Goldenen Horde in Verbindung gebracht werden. Man nimmt an, dass hier die westlichste tatarische Hauptstadt Schehr al-Jadid war.

## Geschichte

### Urgeschichte
2010 wurden am unteren Dnister bei Dubăsari (Transnistrien) Artefakte des Acheuléen entdeckt, die auf bis zu 800.000 Jahre datiert wurden. Die beiden Sandstein-Chopper und die vier Flintstücke galten damit als älteste menschliche Spuren Moldawiens und der Ukraine sowie Westrusslands.

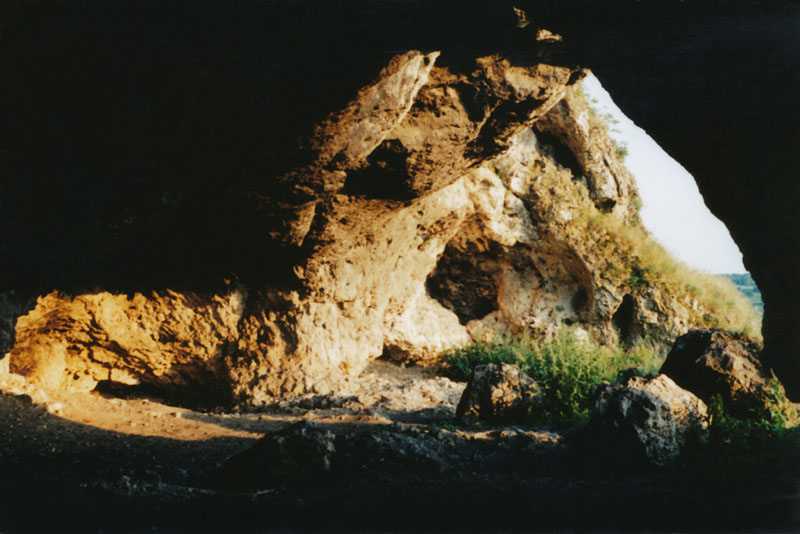
Die Höhle von Duruitoarea Veche im Norden Moldaus

In Bessarabien finden sich wenige mittelpaläolithische Fundorte, zu deren ältesten lange die Höhle von Duruitoarea Veche zählte. Die dortigen Artefakte wurden inzwischen auf etwa 70.000 Jahre datiert. Als älter gilt inzwischen die Fundstätte Ofatinti, die bis zu 125.000 Jahre zurückreicht.

### Antike und Mittelalter

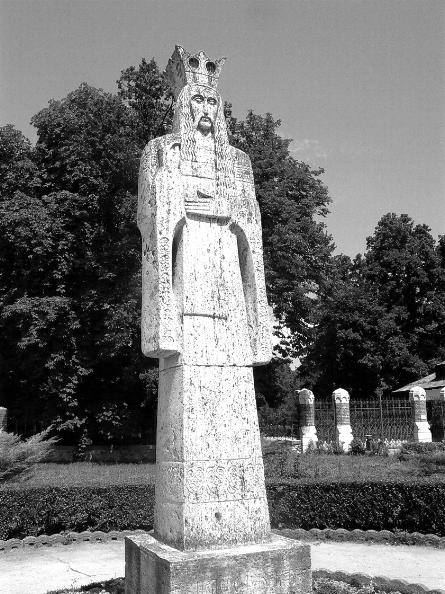
Statue des Fürsten Neagoe Basarab in Curtea de Argeș in der Walachei

Das älteste historisch bezeugte Volk auf bessarabischem Gebiet waren die Skythen, die als nomadisierende Reiterkrieger im 6. Jahrhundert v. Chr. aus östlichen Steppengebieten einwanderten. Noch in vorchristlicher Zeit gründeten Griechen (siehe auch: Tyras, antike griechische Stadt) Kolonien an der Schwarzmeerküste und erwähnten den im zentralen Bessarabien siedelnden germanischen Stamm der Bastarnen. Hier wurden auch Daker (Geten) erwähnt (Tyragetae). Ab dem 1. Jahrhundert v. Chr. war Bessarabien Teil des Reiches Dacia. Im 1. Jahrhundert eroberte das Römische Reich Teile des Landes. Ihm wird die Sicherung des Landes durch den Trajanswall zugeschrieben.
In der Völkerwanderungszeit zwischen dem 3. und dem 11. Jahrhundert war Bessarabien Durchzugsgebiet von Wandervölkern, darunter Goten, Hunnen, Awaren, Madjaren. Im 7. Jahrhundert ließen sich die Bulgaren im Süden Bessarabiens nieder, im Deltaraum der Donau, und gründeten das Bulgarische Reich. Im 13. Jahrhundert besiedelten Tataren der Goldenen Horde Gebiete am nördlichen Schwarzmeer, doch verschwanden ihre Spuren in Bessarabien bald danach.
Gegen Ende des 13. Jahrhunderts gehörte der südliche Landstrich zur Walachei. Seit dem 14. Jahrhundert gehört das Gebiet zwischen dem Pruth und Dnister/Dnjestr dem Fürstentum Moldau. Zwischen dem 15. und dem 19. Jahrhundert war die Moldau Einflussbereich des Osmanischen Reichs, dem Vorläuferstaat der Türkei. Der Süden Bessarabiens (der Budschak) stand seit dem Ende des 15. Jahrhunderts unter direkter osmanischen Herrschaft.
Im Mittelalter waren verschiedene walachische und moldauische Fürsten, darunter Neagoe Basarab (1512–21), Negru Vodă Basarab und Ladislas Basarab, hier einflussreich. Sie beherrschten im 13. und 14. Jahrhundert rund 150 Jahre lang das Gebiet. Kontakte unterhielten sie mit der Kiewer Rus, mit Ungarn und Polen.

### Osmanische Zeit

Rückzug des Osmanischen Reiches (1683–1923) vom Balkan und den Gebieten nördlich des Schwarzen Meeres

Nachdem die Osmanen das von Fürst Stephan dem Großen erbaute Kastell in Akkerman (siehe auch Oblast Odessa) am 14. Juli 1484 erobert hatten, begann die osmanische Zeit. Etwa ab 1511 war ganz Südbessarabien von Sultan Bayezid II. erobert und wurde mit tatarischen Hirten der Nogaier-Horde bevölkert. Sie nannten den Südteil des Landes Budschak, was Winkel bedeutet, und für die dreieckige Form des Landstücks zwischen Pruth, Dnister und Schwarzem Meer steht. 1538 wurde auch Tighina (Bendery) osmanisch.
Das Fürstentum Moldau, zu dem das spätere Bessarabien gehörte, war seit Beginn des 16. Jahrhunderts bis 1859 ein Vasallenstaat des Osmanischen Reichs. Getreidelieferungen nach Konstantinopel sicherten die innere Autonomie. Dafür baute der Sultan keine Moscheen in dem Donaufürstentum und gewährte ihm Schutz vor äußerer Bedrohung, wie dem russischen und habsburgischen Expansionsdrang im 18. und 19. Jahrhundert.

### Russische Zeit

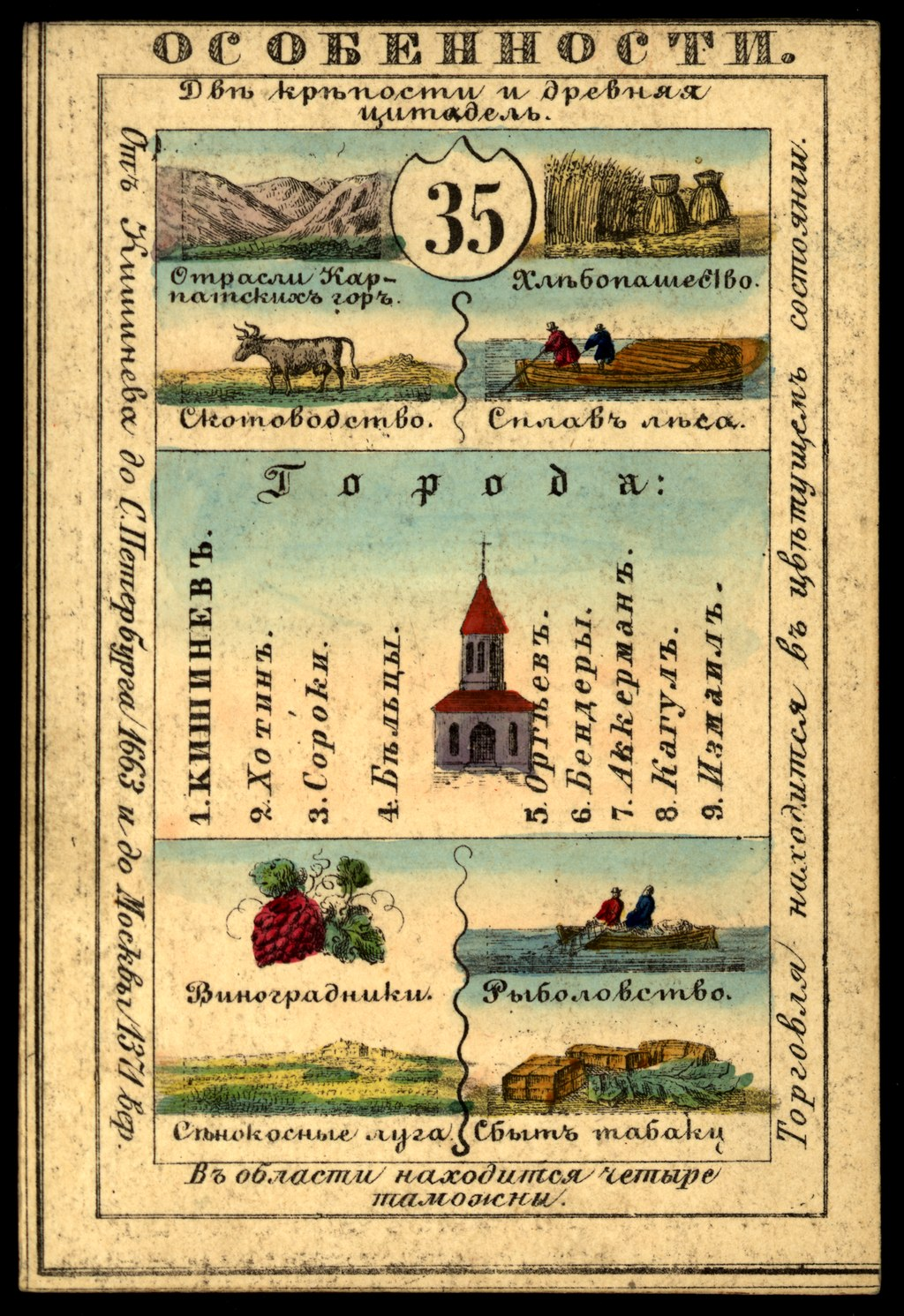
Illustrierende Karte für die Provinz Bessarabien, 1856 (russisch)

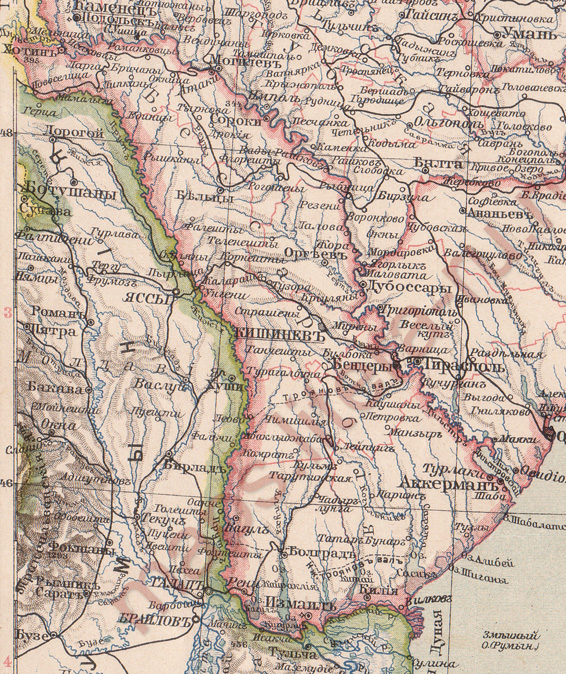
Bessarabien 1896, (russisch)

Konsequenz des russischen Expansionsdrangs gegenüber Konstantinopel war der 1806 begonnene 6. russische Türkenkrieg. Während des Krieges siedelten um 1810 russische Truppen Teile der im Budschak nomadisierenden Turkvölker auf die Krim um, ein Großteil war bereits mit den Osmanen geflohen und in die Dobrudscha evakuiert worden. Nach von Karl Marx für die New York Tribune verfassten Berichten gingen die russischen Truppen bei der Eroberung mit brutaler Gewalt gegen die einheimische Zivilbevölkerung vor: »Es gab grausame Exzesse, Zwangsabgaben aller Art, Frondienste, Diebstahl, Mord.« Der Verleger Horace Greeley veröffentlichte die Texte jedoch nicht, weil er sie für übertrieben hielt. 1812 drängte der russische Zar Alexander I. zum Friedensschluss, um sich auf den bevorstehenden Krieg mit Napoleon zu konzentrieren. Im Frieden von Bukarest bekam Russland die östliche Hälfte des Fürstentums Moldau zugesprochen, die westliche blieb weiterhin im Einflussbereich des Osmanischen Reichs. Die Grenze zwischen dem Osmanischen Reich und Russland verlief ab 1812 nicht mehr am Dnister, sondern 100 km bis 125 km weiter westlich, am Pruth. Im zugesprochenen Gebiet errichtete Russland das Gouvernement Bessarabien, das kleinste des Kaiserreichs. Hauptstadt wurde das mittelbessarabische Kischinew (Chișinău). Generalgouverneur von Neurussland und Bessarabien wurde 1823 Michail Semjonowitsch Woronzow.
Als Russland 1812 das Land zwischen den Flüssen Pruth und Dnister mit einer Fläche von etwa 45.000 km² übernahm, dehnte es den ursprünglich nur für den Südteil geltenden Begriff Bessarabien auf das gesamte Gebiet aus. Das Zarenreich wollte eine neue bessarabische Identität stiften, um die eigenen Machtansprüche auf die darin lebenden Rumänen historisch abzusichern. Russland gelangte in den Besitz von fünf Festungen, 17 Städten, 685 Dörfern und 482.000 Menschen. Nach der ersten russischen Volkszählung von 1817 bestand die Bevölkerung aus:
- 83.848 rumänischen Familien (86 % der Gesamtbevölkerung),
- 6000 ruthenischen Familien (6,5 %),
- 3826 jüdischen Familien (1,5 %),
- 1200 lipowanischen Familien (1,5 %),
- 640 griechischen Familien (0,7 %),
- 530 armenischen Familien (0,6 %),
- 241 bulgarischen Familien (0,25 %),
- 241 gagausischen Familien (0,25 %).

Die russischen Machthaber gewährten anfangs Autonomie und griffen nicht in das innere Gesellschaftsgefüge ein, erhöhten aber später den Russifizierungsdruck durch Einführung von Russisch als alleinige Amtssprache, nachdem 1828 der Autonomiestatus der Region aufgehoben worden war. Das Land war hauptsächlich in der Hand von Großgrundbesitzern, den Bojaren. Der Großteil der Bevölkerung waren kleine Bauern, die für den Eigenbedarf produzierten. Viele flüchteten nach der Eroberung Bessarabiens nach Westen über den Pruth-Fluss aus Angst vor der kommenden Einführung der russischen Leibeigenschaft, die zu diesem Zeitpunkt in Bessarabien nur noch bei den Roma praktiziert wurde, aber im restlichen Russland noch alle ethnischen Gruppen umfasste und sehr verbreitet war.
Zwischen 1856 und 1878 kam der südwestliche Teil Bessarabiens (Cahul, Bolgrad und Ismail) infolge des Krimkrieges wieder zur Moldau beziehungsweise zu Rumänien (ab 1859).

#### Kolonisierung
Nach der russischen Vertreibung und Umsiedlung der Tataren um 1810 aus dem südlichen Landesteil, dem Budschak, setzte ab 1812 die russische Kolonisation der bis dahin dünn besiedelten Region ein. Die russische Krone warb in Russland, der heutigen Ukraine und mittels Werbern im Ausland gezielt Kolonisten mit zugesicherten Privilegien an wie Landschenkungen, zinslosen Krediten, Steuerfreiheit für zehn Jahre, Selbstverwaltung, Religionsfreiheit und Befreiung vom Militärdienst.
Ab 1814 wanderten insgesamt etwa 9000 deutsche Auswanderer ein, die später die Volksgruppe der Bessarabiendeutschen bildeten. Sie gründeten insgesamt 150 deutsche Siedlungen, hauptsächlich im Steppengebiet des Budschak (siehe auch Geschichte der Russlanddeutschen). Hinzu kamen zahlreiche Bulgaren, die vor den osmanischen Truppen in den Herrschaftsbereich der russischen Krone geflohen waren. Da in Bessarabien nicht die sonst üblichen Verbote für Juden in der Landwirtschaft galten, entstanden im Norden 17 jüdische Dörfer, wo 1858 mehr als 10.000 Menschen vom Ackerbau lebten und damit im gesamten Russland eine geduldete Ausnahme darstellten.

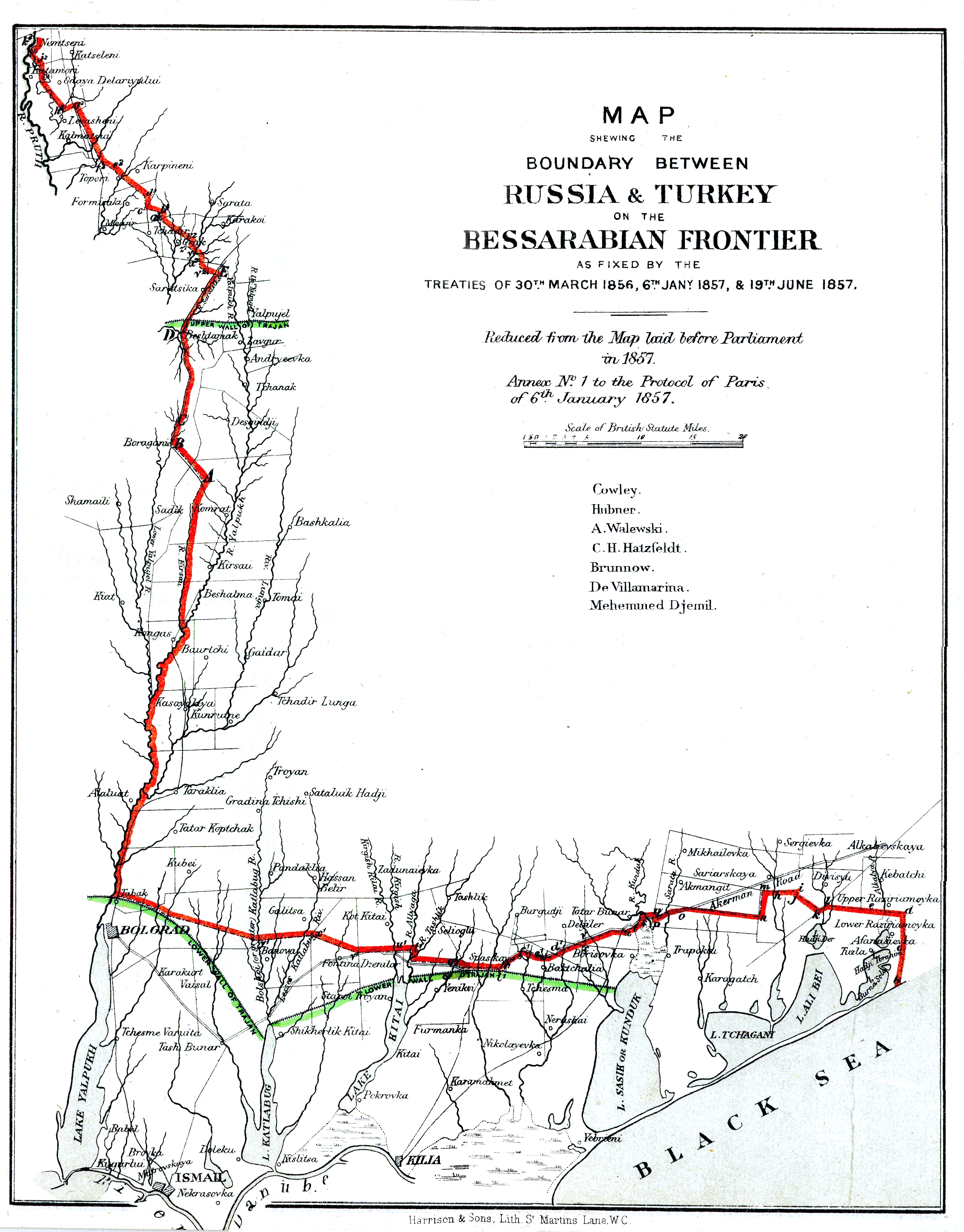
Die moldauisch-russische Grenze von 1856/1857 bis 1878

Neben der Urbarmachung führte die Kolonisierung auch zur Veränderung der demografischen Verhältnisse in Bessarabien; der Anteil der rumänischen Mehrheitsbevölkerung sank stark.

#### Russifizierung und Sprachwandel
1812 versprach Russland bei den Verhandlungen in Bukarest die weitgehende Autonomie Bessarabiens, das Land sollte weiterhin von moldawischen Bojaren regiert werden. 1829 wurde die Region in ein russisches Gouvernement umgewandelt und die rumänische Sprache wurde zuerst aus der Verwaltung entfernt. Ab 1842 wurde die rumänische Sprache in den Gymnasien durch Russisch ersetzt und ab 1860 wurde auch der rumänische Unterricht in den Grundschulen eingestellt.
Die Russifizierung richtete sich gegen die Mehrheitsbevölkerung. Während der zaristischen Herrschaft verringerte sich der Anteil der Rumänen bzw. Moldauer in Bessarabien. Rumänen wurden angeregt, sich in anderen Regionen des Russischen Reiches niederzulassen (vor allem in Sibirien und in der Kuban-Region) und im Gegenzug wurden andere Ethnien angeworben. Die restriktive Sprachpolitik führte zur Assimilation des aufstrebenden Bürgertums in die russische Kultur.

#### Gebietsabtretungen
Die russische Niederlage im Krimkrieg 1853–1856 führte zum Pariser Frieden von 1856. Als Folge dessen ging ein Teil des 1812 von Russland gewonnenen südlichen Bessarabiens im Bereich der Donaumündung (etwa ein Viertel der Gesamtfläche) mit den Kreisen Cahul, Bolgrad und Ismail wieder zurück ans Fürstentum Moldau. Sieben europäische Staaten übernahmen die Schutzherrschaft über dieses Gebiet, durch das Russland den strategisch wichtigen Zugang zur Donaumündung verlor. Allerdings musste Rumänien diesen Teil Bessarabiens im Vertrag von Berlin 1878 wieder an Russland abtreten.

### Rumänische Zwischenkriegszeit (1918 bis 1940)

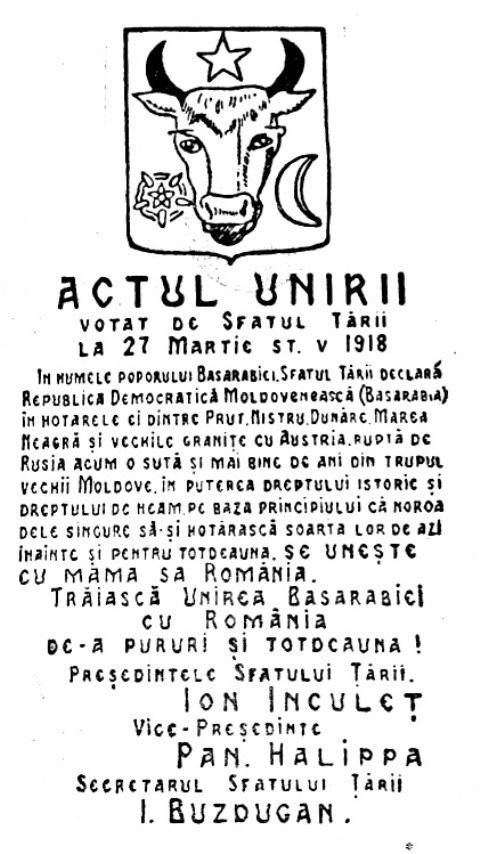
Die Vereinigungserklärung Bessarabiens mit Rumänien

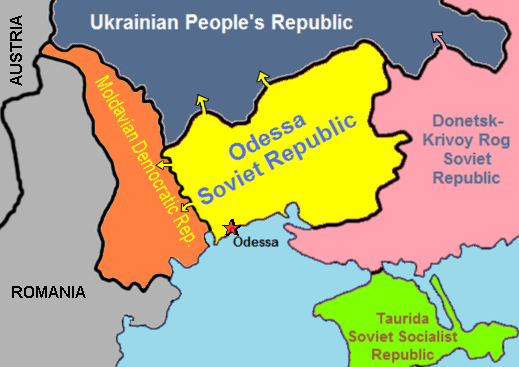
Von Sowjetrepubliken beanspruchte Gebiete im März 1918

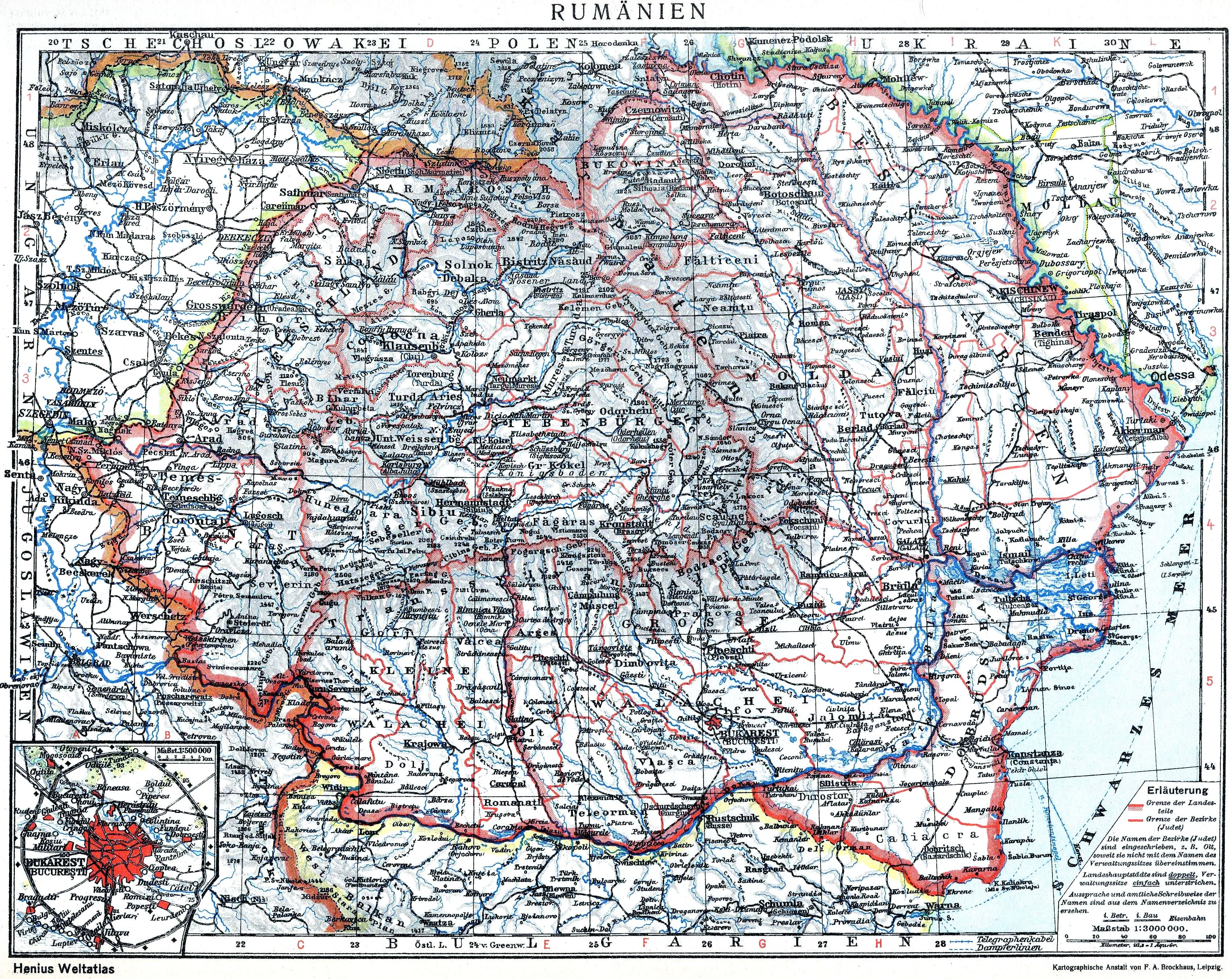
Bessarabien als Teil Rumäniens (deutsche Karte von 1926)

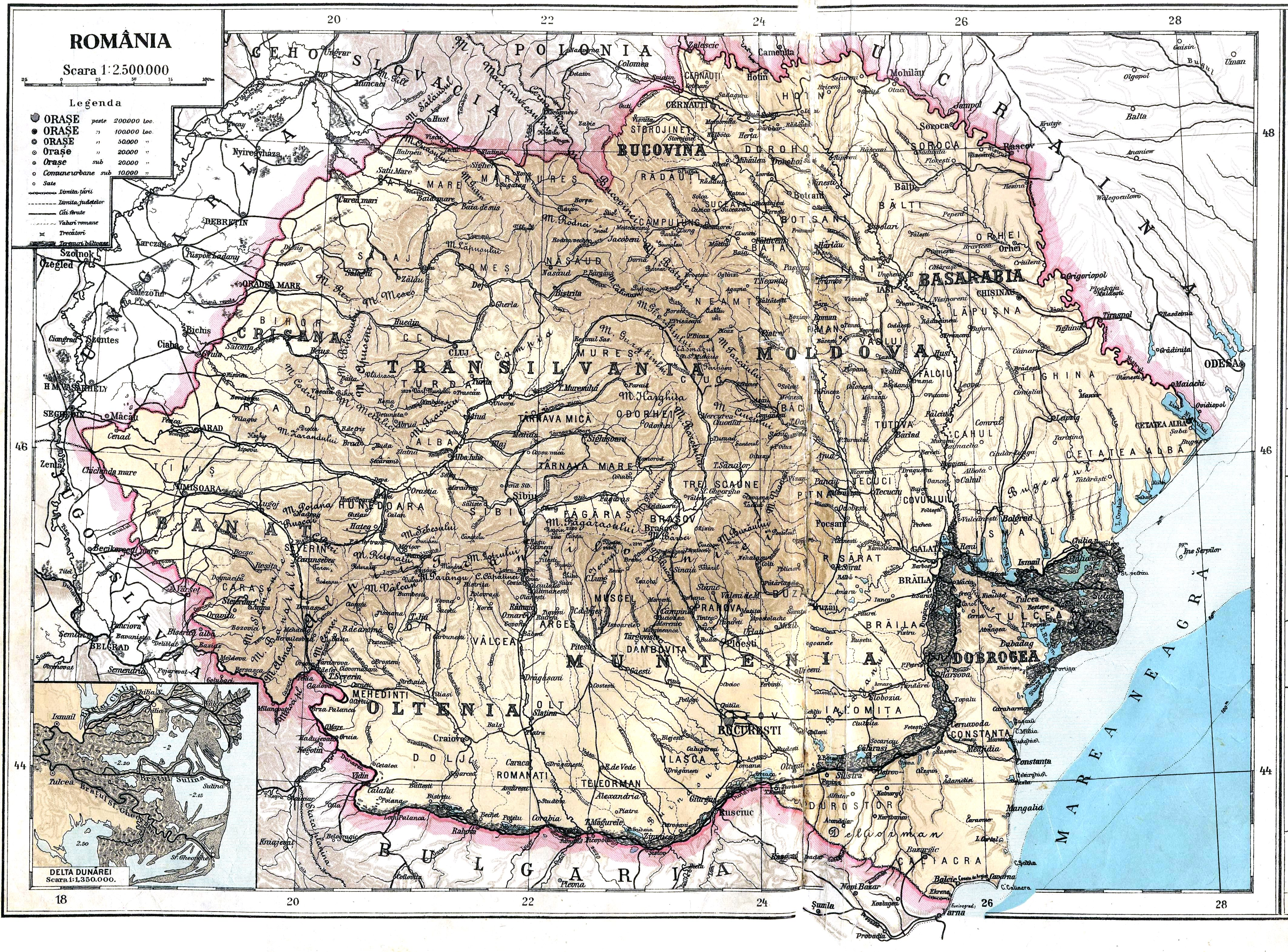
Bessarabien als Teil Rumäniens (rumänische Karte von 1933)

Auch im russischen Gouvernement Bessarabien kündigte sich durch Revolten Anfang des 20. Jahrhunderts ein Sturz des Zarenregimes an. Am 6.jul. / 19. April 1903greg. und 7.jul. / 20. April 1903greg., dem ersten Osterfeiertag, kam es in Chișinău, dem Zentrum jüdischen Lebens, zu einem größeren antisemitischen Pogrom, der 47 bis 49 jüdische Einwohner das Leben kostete. Schätzungsweise 400 wurden verletzt. Hunderte Haushalte und Geschäfte wurden geplündert und zerstört.
 Am 22. August 1905 kam es in der Stadt erneut zu einer blutigen Eskalation, als die Polizei das Feuer auf zirka 3.000 demonstrierende Landarbeiter eröffnete. Vergleichbar ist diese Tragödie mit dem Petersburger Blutsonntag, der sich am 9. Januarjul. / 22. Januar 1905greg. in Sankt Petersburg ereignete; dort wurden etwa 1.000 demonstrierende Arbeiter getötet.
Nach Ausbruch der russischen Revolutionswirren übernahm im November 1917 eine nationale Vollversammlung mit der Bezeichnung Landesrat (Sfatul Țării) mit Sitz in Kischinew die Regierung. Der Landesrat bestand Ende 1917 aus 156 Abgeordneten, von denen 67,3 %, also 105 Personen, ethnische Moldauer/Rumänen waren. Dies war deutlich höher als ihr Anteil an der Gesamtbevölkerung, der nur bei knapp 50 % lag.
Am 2. Dezemberjul. / 15. Dezember 1917greg. rief der Landesrat Bessarabien die Moldauische Demokratische Republik aus, die zu diesem Zeitpunkt aber noch keine volle Unabhängigkeit anstrebte, sondern Teil eines neuen, reformierten russischen Staates bleiben und dafür über weitgehende Autonomie verfügen sollte. Auch andere Teile des Russischen Reichs forderten nun mehr Autonomie oder drängten in die Unabhängigkeit.
Die Verhältnisse in Bessarabien waren chaotisch, denn die russische Front des Ersten Weltkrieges hatte sich aufgelöst, in Russland selbst tobte ein Bürgerkrieg zwischen Bolschewiki und Weißer Armee und die Macht des moldauischen Landesrats war zunächst eher beschränkt. Kommunistische Truppen des Rumtscherod besetzten am 5. Januar 1918 Kischinew, sodass Bessarabien unter Kontrolle der Bolschewiki kam. Am 18. Januarjul. / 31. Januar 1918greg. wurde aus Bessarabien und Teilen des Gouvernements Cherson die kurzlebige Sowjetrepublik Odessa mit Zentrum in Odessa gegründet. Der Landesrat (Sfatul Țării) rief am 24. Januarjul. / 6. Februar 1918greg. die vollständige Unabhängigkeit des Landes aus und bat Rumänien um militärischen Beistand. Rumänische Truppen marschierten daraufhin in ganz Bessarabien ein und brachten es nach kurzen, intensiven Gefechten unter ihre Kontrolle. Nach Ende der Kampfhandlungen zogen die rumänischen Truppen nicht mehr ab, sondern verblieben im Land, was von den meisten Bewohnern Bessarabiens als Zeichen für einen baldigen Anschluss an Rumänien gesehen wurde.
Am 27. März stimmte der Landesrat, der zu diesem Zeitpunkt aus 135 Abgeordneten bestand, offiziell über eine Vereinigung mit Rumänien ab. Der Rat formulierte dazu elf Bedingungen, die im Falle einer Vereinigung gewährleistet werden sollten, darunter eine Agrarreform, lokale Autonomie und Minderheitenschutz. 86 Abgeordnete stimmten für die Vereinigung unter diesen Bedingungen, drei stimmten dagegen und 49 gaben keine Stimme ab. Die meisten Abgeordneten, die sich enthielten, taten dies aus Boykott, da rumänische Truppen ohnehin bereits im Land waren und sie die Vereinigung mit Rumänien daher als bereits entschieden ansahen. Unter den 86 „Für“-Stimmen waren nur zwei Abgeordnete nicht-rumänischer Herkunft.
Am 9. April 1918 erklärte Bessarabien unter Zustimmung weiter Teile der Bevölkerung den Anschluss an Rumänien für ewige Zeiten. Im November 1918 stimmte der Sfatul Țării bei nur 44 anwesenden Abgeordneten für eine bedingungslose Vereinigung mit Rumänien, sodass, bis auf die Agrarreform, alle 10 der 11 Bedingungen Bessarabiens an Rumänien aufgegeben wurden, darunter auch die Forderung nach Autonomie. Da weit weniger als die Hälfte der Abgeordneten überhaupt anwesend waren, wird diese Abstimmung heute als illegitim angesehen. Im selben Monat wurde die Vereinigung mit Rumänien offiziell vollzogen und der Landesrat löste sich auf. Aus Sicht der Sowjetunion, die den Anschluss an Rumänien nicht anerkannte, handelte es sich dabei jedoch um eine inszenierte Abspaltung von Russland und eine planmäßige Annexion durch Rumänien.
1920 wurde der Anschluss Bessarabiens an Rumänien im Pariser Vertrag von Frankreich, Großbritannien, Italien und Japan als rechtmäßig anerkannt. Die Vereinigten Staaten hingegen erkannten dies nicht an, kritisierten die Nicht-Einbindung der Sowjetunion in die Verhandlungen und bezeichneten Bessarabien als ein Territorium unter rumänischer Besatzung. Auch die Sowjetunion gab ihren Anspruch auf Bessarabien nicht auf. Sie forderte 1924 die Durchführung einer Volksabstimmung in Bessarabien über künftige staatliche Zugehörigkeit. Als Rumänien dies 1924 ablehnte, nannte die Sowjetunion Bessarabien „sowjetisches Territorium unter Fremdbesatzung“.
Am Ostufer des Dnjestr, auf dem Gebiet der Ukrainischen SSR wurde daher 1924 die „Moldauische Autonome Sozialistische Sowjetrepublik“ (MASSR) gegründet, um die Ansprüche auf Bessarabien zu untermauern. In dieser Region lebte eine signifikante rumänischsprachige (moldauische) Minderheit, die Mehrheit der Bevölkerung waren jedoch Ukrainer.
Rumänien setzte auf eine zentralistische Verwaltung und teilte Bessarabien in neun Kreise (Județ) auf. In der Zwischenkriegszeit von 1918 bis 1940 gab es eine wirtschaftliche Entwicklung und Rumänen setzte sich stark für den Ausbau der Infrastruktur in Bessarabien ein. Durch eine Agrarreform von 1920 mit der Enteignung von Großgrundbesitzern (mit mehr als 100 Hektar) konnten viele besitzlose Bauern zu eigenem Land gelangen. Die Durchführung dieser Reform dauerte allerdings bis in die 1930er Jahre an und wurde durch Korruption gehemmt.
In Bessarabien war jetzt erstmals nach 1812 für die rumänischsprachige Mehrheit der Bevölkerung wieder ihre Muttersprache Amts- und Schulsprache. Andererseits waren die ethnischen und sprachlichen Minderheiten, die über 40 % der Bevölkerung ausmachten, nun einer starken Rumänisierungspolitik ausgesetzt, die vielerorts auf Widerstand stieß. In weiten Teilen Bessarabiens waren Rumänen bzw. Moldauer nur eine Minderheit. In der mehrheitlich russischsprachigen Stadt Tighina etwa gab es mehrere bewaffnete Aufstände, die auf einen Anschluss an die benachbarte Sowjetunion abzielten.
Die lange Zugehörigkeit zum Russischen Reich hatte Spuren hinterlassen und nicht alle Rumänischsprachigen Bessarabiens sahen sich auch als Rumänen. Ein signifikanter Teil von ihnen hielt an einer von den Rumänen separaten, eigenen moldauischen Identität fest. In vielen Teilen Bessarabiens war eine pro-sowjetische Stimmung weit verbreitet, so dass die lokale Verwaltung häufig mit Rumänen aus anderen Teilen des Landes besetzt wurde, da viele Einheimische als potentielle Sympathisanten oder Spione der Sowjetunion angesehen wurden. Viele Einheimische sahen sich nach wie vor als Bürger zweiter Klasse. Probleme bereiteten auch die innenpolitisch schwierigen Verhältnisse in Rumänien, wie etwa der Aufstieg der ultranationalistischen, antisemitischen und faschistischen Eisernen Garde, die 1937 drittstärkste Partei bei den rumänischen Parlamentswahlen wurde. Seit 1937 bestand für Juden ein Verbot, Land zu erwerben.
Anders als im Russischen Reich gab es zwar Schulen, in denen auch andere Sprachen als die Amtssprache zugelassen waren, deren Zahl war jedoch weitaus niedriger als der Anteil der nicht-rumänischen Bevölkerung und eine Rumänisierung der Gesellschaft wurde forciert. Während viele Angehörige der ethnischen Minderheiten negativ gegenüber Rumänien eingestellt und schlecht integriert waren, assimilierten sich andere in die rumänische Gesellschaft. Beispiele hierfür sind der Politiker Iosif Chișinevschi oder der Schriftsteller Leonid Dimov, die beide aus einem russischsprachigen Umfeld stammten.

### Sowjetische Besetzung 1940
Nach dem Ende des deutschen Westfeldzugs mit der Unterzeichnung des Waffenstillstands von Compiègne am 22. Juni 1940 sah die Sowjetunion den Zeitpunkt gekommen, die Rückgabe Bessarabiens nach 22 Jahren (aus ihrer Sicht widerrechtlicher) Zugehörigkeit zu Rumänien zu erreichen. Mit dem besiegten Frankreich hatte Rumänien seinen engsten Bündnispartner verloren. Am 28. Juni 1940 besetzte die sowjetische Rote Armee das Territorium Bessarabiens. Rumänien hatte zuvor ein 48-stündiges Ultimatum zur Abtretung gestellt bekommen, dem es kampflos nachkam. Als Reaktion auf das Ultimatum und den erwarteten Anmarsch der russischen Truppen, kam es zu einer Flüchtlingswelle aus Bessarabien nach Rumänien. Bei der rumänischen Volkszählung vom 6. April 1941 wurden 68.953 Geflüchtete erfasst. Zurück in Bessarabien blieben mehrheitlich Bauern. Wie im Geheimen Zusatzprotokoll des Deutsch-sowjetischen Nichtangriffspakts von 1939 verabredet, duldete das Deutsche Reich die Besetzung. Gegenüber der Sowjetunion bekundete es sein Desinteresse an der Bessarabischen Frage, forderte aber die Rücksiedlung unter dem Motto „Heim ins Reich“ der etwa 93.000 Bessarabiendeutschen. Deren Umsiedlung ins Deutsche Reich im Herbst 1940 ermöglichte der am 5. September 1940 geschlossene Umsiedlungsvertrag.

### Moldauische Sozialistische Sowjetrepublik (Moldauische SSR)
Am 2. August 1940 teilte die Sowjetunion Bessarabien und gründete für den größten Teil des Nordens und der Mitte des Landes die Moldauische Sozialistische Sowjetrepublik (MSSR) und schlug ihr die östlich des Dnisters gelegene Moldauische Autonome Sozialistische Sowjetrepublik (MASSR) zu. Der Süden und das Gebiet im Norden um die Stadt Chotyn (Oblast Tscherniwzi) ging an die Ukrainische Sozialistische Sowjetrepublik; in diesen Gebieten stellten Ukrainer auch eine Bevölkerungsmehrheit.
Unmittelbar nach der Besetzung kollektivierte die Sowjetunion die Landwirtschaft, enteignete Großgrundbesitz, verteilte Land an landlose Bauern und gründete Sowchosen sowie Kolchosen. Gleichzeitig setzte eine Welle der Repression gegen nationalistisch oder anti-sowjetisch eingestellte Rumänen bzw. Moldauer ein, welche in der Deportation von bis zu 250.000 Personen gipfelte. Diese Politik richtete sich gegen die vermeintlich politische Opposition, wie Gutsbesitzer, Kulaken (Großbauern), Großkaufleute, frühere Weißgardisten, Priester und rumänische Nationalisten. Von der Verfolgung waren nur die Bessarabiendeutschen ausgenommen, die unter dem Schutz des Deutschen Reichs standen und bis November 1940 ausgesiedelt wurden, auch nach Österreich, damals als Ostmark Teil des Deutschen Reiches. Nach Bessarabien benannte Straßen in deutschen und österreichischen Städten erinnern an die Herkunft der dortigen Einwohner.

### Zweiter Weltkrieg (1941 bis 1944)

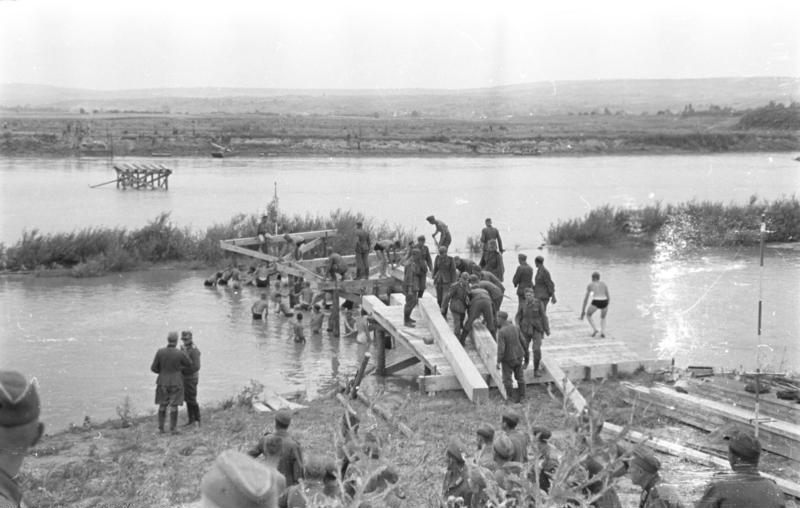
Behelfsbrückenbau der 11. Armee über den Pruth am 1. Juli 1941

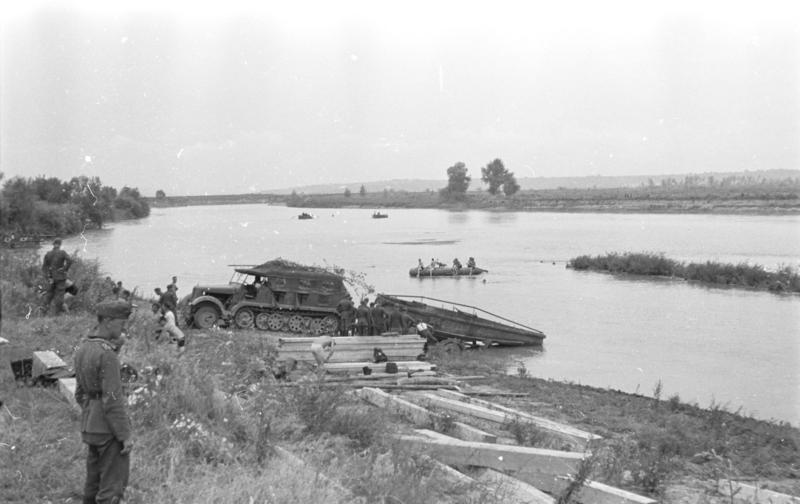
Behelfsbrückenbau über den Pruth

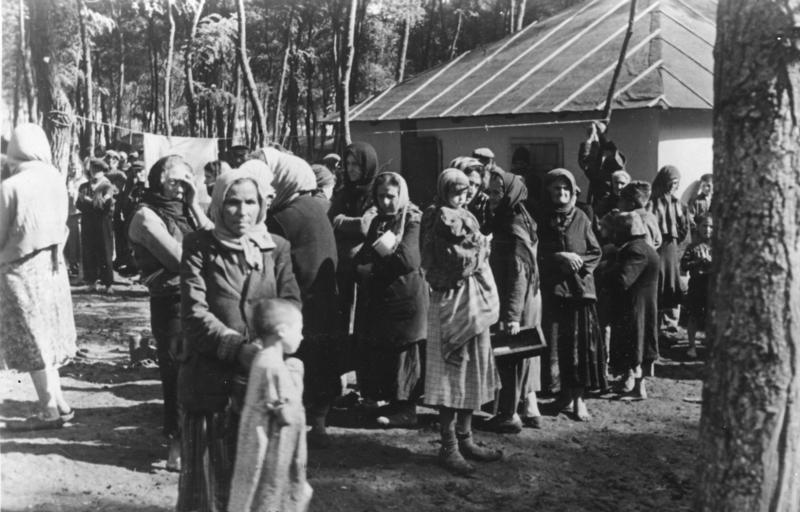
Juden in einem Lager in Bessarabien, September 1941

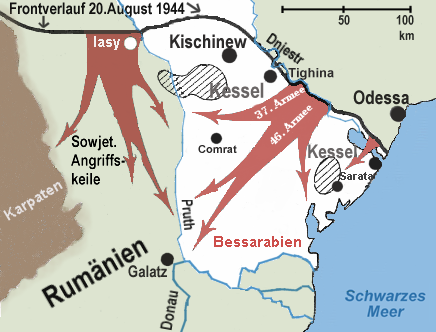
Operation Jassy-Kischinew als sowjetischer Großangriff im August 1944 in Bessarabien

Bessarabien im Verbund der Sowjetunion

Am 22. Juni 1941 begann mit dem Unternehmen Barbarossa der deutsche Angriff auf die Sowjetunion, an dem sich im Südbereich der Front etwa eine Million rumänische Soldaten der Armata Română beteiligten. Beim kriegsbedingten Rückzug hinterließ die Rote Armee in Bessarabien verbrannte Erde und transportierte die beweglichen Güter per Bahn nach Russland. Ende Juli 1941 stand das Land wieder unter rumänischer Verwaltung.
Bereits während der militärischen Rückeroberung begingen rumänische Soldaten unter Beteiligung der Bevölkerung Pogrome gegen bessarabische Juden mit Tausenden von Toten. Am Anfang stand das Massaker nahe Sculeni, bei dem am 27. Juni 311 Juden ermordet wurden. Der Hass beruhte teilweise darauf, dass man den Juden ein Paktieren mit der Sowjetmacht vorwarf, die sie 1940 wegen Hitlers antisemitischer Vernichtungspolitik als Befreier ansahen. Gleichzeitig gab es Tötungsaktionen der SS-Einsatzgruppen (hier die Einsatzgruppe D) an Juden unter dem Vorwand, sie seien Spione, Saboteure oder Kommunisten. Die politische Lösung der Judenfrage war vom rumänischen Diktator Marschall Ion Antonescu jedoch eher durch Vertreibung als durch Vernichtung gewollt. Die jüdische Bevölkerung (ca. 200.000 Personen) kam zunächst in Ghettos oder Auffanglager, um sie 1941/42 bei Todesmärschen in Lager, wie beispielsweise Bogdanowka, im rumänisch okkupierten Gouvernement Transnistrien zu deportieren, das, anders als das rumänische Mutterland, teilweise von der SS kontrolliert wurde. Im Rahmen des Porajmos wurden die Roma in Bessarabien in der Zeit des Nationalsozialismus ebenfalls Opfer von Verfolgung und Vernichtung.
Nach dreijähriger Zugehörigkeit zu Rumänien war 1944 die deutsch-sowjetische Front wieder bis an die östliche Landesgrenze am Dnister herangekommen. Am 20. August 1944 begann die Rote Armee mit etwa 900.000 Soldaten eine groß angelegte Sommeroffensive unter der Bezeichnung Operation Jassy-Kischinew. Mit einer Zangenoperation gelang es der Roten Armee, das Gebiet des historischen Bessarabiens in fünf Tagen einzunehmen. In Kesselschlachten bei Kischinew und Sarata wurde die nach der Schlacht von Stalingrad neu gebildete 6. deutsche Armee mit ca. 650.000 Soldaten aufgerieben, worauf Rumänien das Waffenbündnis mit Hitler kündigte und die Fronten wechselte. Mit dem Staatsstreich vom 23. August 1944 wurde in Rumänien Marschall Ion Antonescu abgesetzt und König Michael I. wieder eingesetzt.

### Erneute Besetzung und Eingliederung in die Sowjetunion (1944 bis 1991)
Nach der Rückeroberung Bessarabiens durch Truppen der UdSSR wurde die Moldauische SSR als politische Entität wiederhergestellt und blieb bis zum Zerfall der Sowjetunion im Jahr 1991 eine sowjetische Teilrepublik.

### Im unabhängigen Moldau (1991)
Der Zerfall der Sowjetunion hatte auch Auswirkungen auf die staatliche Organisation in Bessarabien: die Moldauische SSR zerfiel in zwei Teile. Der Großteil des ehemaligen Bessarabien bildete die Republik Moldau. Die Stadt Bender und ihre Nachbardörfer wurden Teil der international nicht anerkannten Transnistrischen Moldauischen Republik („Transnistrien“) – der Großteil des Territoriums Transnistriens liegt jedoch östlich des Flusses Dnister und war nie Teil des historischen Bessarabiens, wenngleich es dort bis heute eine signifikante rumänischsprachige Minderheit gibt.

## Museum
- Heimatmuseum der Deutschen aus Bessarabien und der Dobrudscha e. V.